# Heartstrings (TV-serie)
Heartstrings är en sydkoreansk TV-serie som sändes på MBC, med Park Shin-hye och Jung Yong-hwa i huvudrollerna.

## Rollista (i urval)
- Jung Yong-hwa som Lee Shin
- Park Shin-hye som Lee Gyu-won
- Song Chang-eui som Kim Suk-hyun
- So Yi-hyun som Jung Yoon-soo
- Kang Min-hyuk som Yeo Joon-hee
- Kim Yoon-hye som Han Hee-joo
- Lee Hyun-jin som Hyun Ki-young
- Im Se-mi som Cha Bo-woon